# Ibn al-Awam
Ibn al-Awam ابن العوام (abn aleawami), dont le nom complet est Abou Zakaria Yahia Ibn Mohammed Abou Ahmed Ibn al-Awam al-Ichbili al-Andaloussi, est un agronome et horticulteur de langue arabe, qui a vécu au XIIe siècle en Al-Andalus à Séville. Il est l'auteur d'un traité d'agronomie, كتاب الفلاحة (kitab alfilaha) Kitāb al-filā-ḥah, le Livre de l'Agriculture. Ce livre est une source importante sur la révolution agronomique de l'Islam médiéval, il y traite de 585 plantes dont la culture d'un cinquantaine arbres fruitiers, de la connaissance des sols, de la fertilisation, de la greffe de plantes et les maladies, il est suivi d'une partie sur l'élevage.
On rencontre les orthographes Ibn-al-Awam, Ibn Al-Awwâm et les noms de أبو زكريا بن العوام ('abu zakariaa bin aleawami) Abu Zacaria ibn Al-Awami et de Abu Alcair Alisbili, ce dernier terme signifie le Sévillan, de Abu Zakaria Iahya Ibn Muhammad Ibn Hamad Ibn al-Awwam al Isabili.
Ne pas confondre avec Zubayr ibn al-Awwam

## Biographie
Historia Hispanica écrit: «Compte tenu du manque d'information sur sa biographie, on pense qu'il aurait pu appartenir à une importante famille sévillane, que sa formation scientifique était solide et que son champ d'action en tant que géoponiste devait être limité à la province de Séville».

## Les sources

### Le contexte
L'école des agronomes d'Al'andalus (Xe au XIVe siècle) prospère dans un monde cosmopolite dont l'aristocratie d'origine moyen-orientale est passionnée d'agriculture et d'horticulture jardinée qui s'exprime dans les Almunias. Il introduisent sur le modèle mésopotamien une agriculture irriguée avec un foisonnement de plantes nouvelles (quarante espèces cultivées nouvelles selon Louis Albertini: riz, nombreux agrumes, pêcher, palmier-dattier, mûriers blanc chinois et noir, coton, canne à sucre, grenadier, etc. et développent la fertilisation, la taille, la greffe, la connaissance des sols. Encyclopédie du dix-neuvième siècle (1836) note que «l'auteur arabe parle d'un grand nombre de plantes utiles qui aujourd'hui ne se trouvent plus en Espagne, et que l'on cultivait dans ce pays à l'époque des Arabes».

### Les sources
3 sources sont utilisées par Ibn al-Awâm en plus de son expérience personnelle («Quant à moi, je n'avance rien qui me soit propre sans qu'il ait été démontré par plusieurs expériences.»). Il a «lui-même des connaissances pratiques, il a fait, sur la montagne de l'Ascharf des expériences dont on trouve les traces dans son discours.»:
- Source moyen-oriental, égyptiens, Bas Empire romain, Byzantins (Les Géoponiques) et, le plus souvent cité lL'Agriculture Nabatéenne d'Ibn Waḥshiyah, ouvrage qui rassemble l'actualité agricole, magique, botanique et astrologique, dont le cadre géographique est la Mésopotamie[11].

- Les agronomes grecs et latins (il cite 23 auteurs Art VII) dont: Columelle, Varron, Pline, Palladius[12], Martia, Végèce, de Mulomedicina sur le soin des chevaux et de Cura boum, sur le soin des bovidés, Cassius Dionysius (appelé Kastos) et son Γεωργικα (Géorgica) texte grec[13].

- source mozarabe et arabes: Ibn Wafid Zakariya est une source principale[14], avec  Abou-Hanifah, Albucacis, Ibn-al-Facelal-Andalisi, Hadj-Ahmed de Grenade[15]. «J'ai pris pour base de mon travail ce qu'a écrit le cheik savant et illustre Abou Omar Ibn Hedjadj, [ ] dans son livre qui porte pour titre El-Mognah (le Suffisant) qu'il composa en l'an 466» (1073)  «il est au courant de tout ce qui s'est publié depuis l'époque de la première édition du livre, c'est-à-dire depuis Ibn-Hedjadj. Il possède les traités d'Abou-'l-Khaïr, d'Ibn-al-Facel et de Hadj de Grenade»[10].

### La postérité
Ibn al-Awâm est abondamment mentionné dans la littérature numérisée de 1831 à nos jours avec un regain d'intérêt au XXIe siècle probablement dû à la réédition en format de poche par Acte-Sud (2000). En espagnol il est fortement mentionné de 1990 à 2000 à la suite des rééditions commentées et anotées de E. García Sánchez et J.E. Hernández Bermejo (1988) et suivi de Ciencias de la naturaleza en al-Andalus.

## Le livre d'Agriculture
Livre de l'Agriculture  - qui ne fut pas mentionné dans les livres traitant de sa biographie, sauf dans celui d'Ibn Khaldoun. Ce livre a été publié en espagnol lorsqu'une copie de la bibliothèque de l'Escorial (Real Biblioteca del Monasterio de San Lorenzo de El Escorial, a.k.a. la Escurialense o la Laurentina) a été traduite par D. Josef Antonio Banqueri en 1802 puis à Séville en 1878. Il a été traduit en français depuis l'arabe, les manuscrits de Paris et les traductions espagnoles par J.-J. Clément-Mullet  et publié à Paris en 3 volumes en 1864, 66 et 67.

### Le plan

#### Première partie, Agronomie et botanique

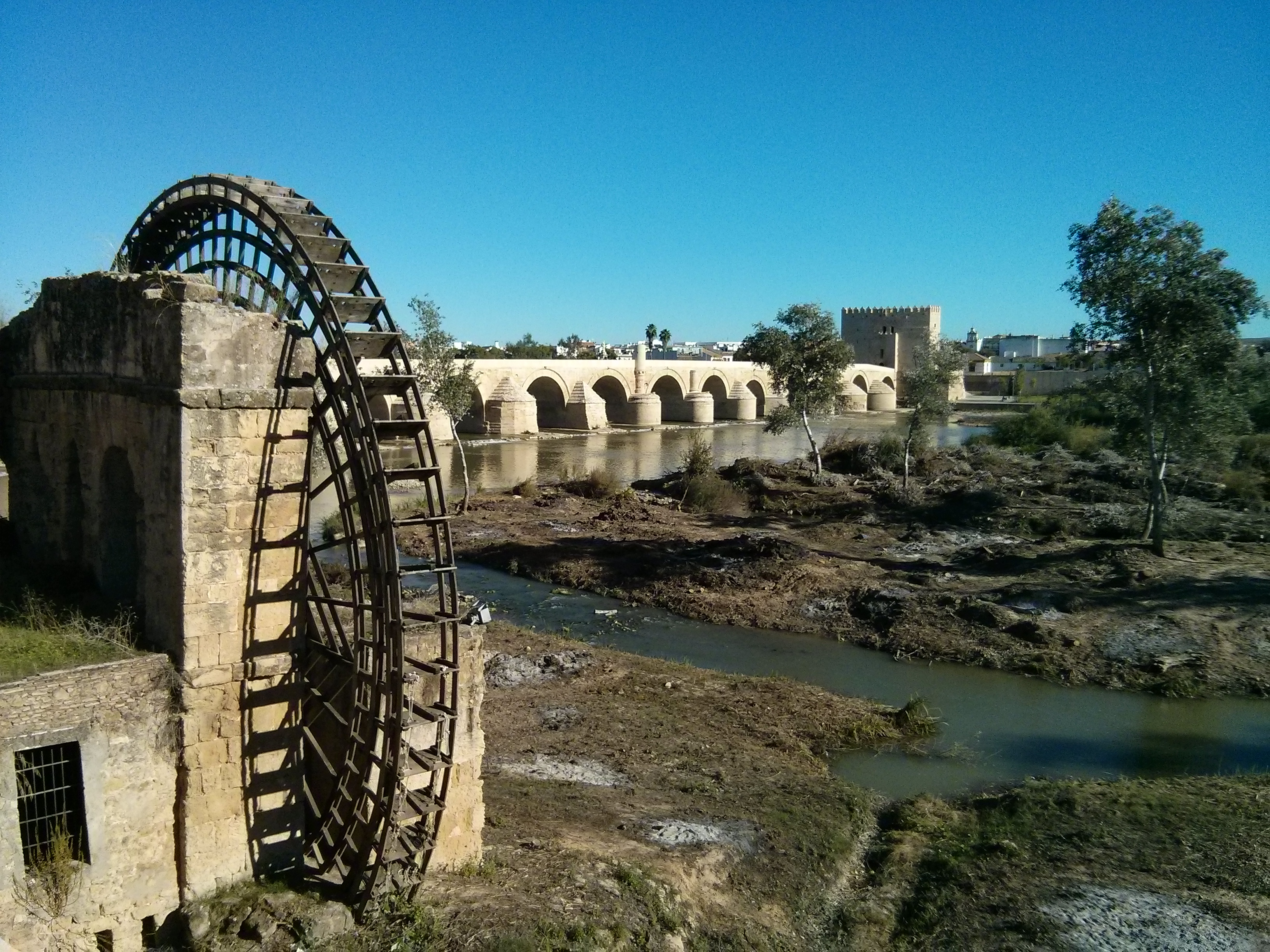
Une noria à Cordoue

J.-J. Clément-Mullet motive notamment sa traduction pour son utilité dans le développement de l'agriculture en Algérie, la première partie est la plus importante (800 pages ed. Actes Sud) comparée à la seconde (140 pages).
Elle traite de : la connaissance des terres, préparation des engrais et fumures, l'eau - les puits - le terrassement, disposition des plantations, installation des fruitiers. L'important chap. VII est une suite de 56 monographies sur les fruitiers cultivés en Espagne avec un développement sur l'olivier et la vigne. Les greffes, la taille, l'entretien des cultures, la fertilisation et irrigation des différentes cultures, les soins et les maladies, l'amélioration et la conservation des fruits, les semences, les semis, les légumineuses, les plantes à fibres, les potagères, le maraichage, les plantes à racines, les cucurbitacées, les condimentaires, les aromatiques et parfumées (18 monographies), les moissons, les céréales, calendriers, les bâtiments et diverses spécialités (distillation de l'eau de rose), l'outillage.

#### Extrait
Chap. VII, art. 30 Culture du bigaradier

« Le vent du levant lui convient, ainsi que celui qui souffle entre le midi et le levant (le sud-est, eurus des Latins). Cet arbre donne une fleur blanche quand elle pousse et d'un bon parfum. Il se trouve quelquefois, mais rarement, que l'orange donne une fleur nuancée de violet. Celle-ci est d'un parfum plus suave que la fleur toute blanche. On retire de ces fleurs une huile essentielle qu'on obtient de la même manière que celle de la giroflée et de la violette; elle est très-odorante, comme celle du jasmin parmi les arbres. Elle fortifie les articulations par la propriété qu'elle a de chasser les mauvaises odeurs. Quelquefois on laisse sur l'arbre le fruit qui se panache par suite de diverses couleurs. Cette opération n'est avantageuse ni pour l'oranger, ni pour aucune espèce d'arbre. Car lorsque l'arbre est allégé de ses fruits en temps convenable, il en acquiert de la vigueur; tandis qu'en les y laissant, ils se gâtent, et c'est pour l'arbre une charge nuisible.
D'après Ibn Wahshiyya (?), l'oranger aime la terre noire et fumée, celle qui est sableuse et rude. L'oranger se multiplie de graines, qu'on sème en grandes terrines neuves, au mois de janvier. »

#### Deuxième partie, Animale
À partir du chap. XXXI sont traités la reproduction, l'élevage et le dressage. En premier lieu le cheval (20 articles, avec les questions de dressage), les maladies du cheval et des autres animaux, et les remèdes. Les pigeons (importance des pigeonniers dans la production d'engrais, la colombine fiente de pigeon) et autres volatiles, les abeilles.

#### Extrait
Chap. XXXIV, art. 6. Les Abeilles

« Il en est qui prescrivent de planter dans les lieux où sont établies les ruches, du thym, des fèves, des concombres verts, des pavots, des sisymbres, des plantes aromatiques cultivées dans les jardins et de la nigelle. Il est bon qu'il se trouve là des poiriers sauvages de montagne, des myrtes, des amandiers et de l'origan de montagne. Aristote dit que l'abeille va butiner sur l'origan, mais que le blanc est préférable au rouge. Suivant Démocrite, la fleur la plus profitable aux abeilles, c'est celle du grenadier, de l'origan et la rose; quand une abeille se pose sur la fleur du laurier-rose, elle en est incommodée.
Suivant un autre auteur, les ruches doivent être faites de bois résineux (pin ou mélèze) et d'argile de bonne odeur. On enduit l'extérieur d'un mélange de cendre et de bouse de vache réduite en poudre qu'on délaye dans l'eau. Il en est qui confectionnent avec de l'écorce de chêne-liège des ruches vulgairement nommées djounah. D'autres tressent avec des baguettes souples et flexibles des paniers longs dans la forme des djounah; on les enduit en dehors et en dedans d'une argile glaiseuse de bonne odeur, ou de bouse de vache mêlée de glaise. Il faut bien se garder d'employer des rameaux de Daphne gniduim. D'autres donnent à leurs ruches une forme carrée, et ils emploient la férule... »

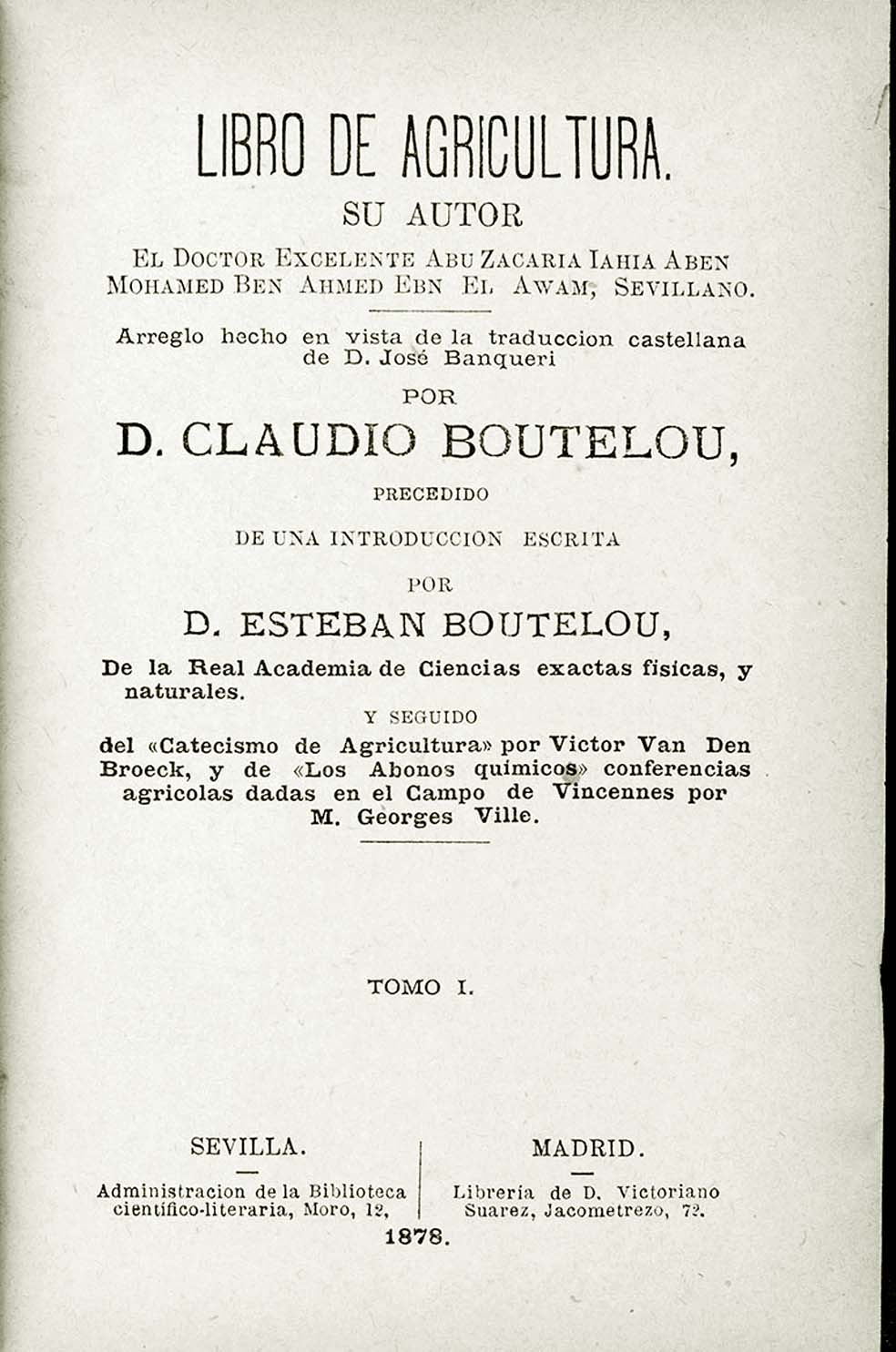
Traduction espagnole de 1878

## Publications

### Manuscrits
- Paris. Bibliothèque Nationale, Arabe 2804 . (Exemplaire le plus ancien et le plus correct, manque la 2e partie et 6 feuillets[23]).
- Berlin. Deutsche Staatsbibliothek, nº 6206, complet sauf l'élevage.

#### Reproduction, copies
- «Le manuscrit 906 (Cas. 901), sur lequel ont été faites, à la fin du siècle dernier, deux copies conservées à la Biblioteca nacional de Madrid (l'une cotée Gg 113, l'autre Gg 130 et 1311), avait été prêté à D. Josef Antonio Banqueri, qui le reproduisit presque sans changement dans son édition de Ibn Al-Awwâm, publiée à Madrid en 1802 avec une traduction espagnole»[24]
  - Madrid. Biblioteca de la Real Academia de la Historia, nº IX de la Collection Gayangos (Terés 1975, p. 24). Complet.
  - Madrid. Bibliothèque nationale, nos. XCIC, CI-3 et CXII-XIII (Ullmann, 1972, pp. 447-448) copie de la B. Real Academia Historia.
- Alger. Bibliothèque Nationale, nº 1550, folios 180r-193v. (résumé décrit par Carabaza et al. , 1991 : II, pp. 1130-1131)[25].
- Rabat. Bibliothèque Générale, nº 1410 D, folios 140r-154v (extraits, quelques différences avec à l'édition de Fès (fols. 105-139/pp. 98-192) et Banqueri)[26],
- Tétouan. M. 'Azīmān, , folios 39v-48v (Carabaza Bravo et García Sánchez 1998, « Códices Misceláneos de Agronomía Andalusí », Al-Qantara XIX, p. 403
- Cambridge. Bibliothèque de l'Université de Cambridge, nº 1027 [Cod. Ou. 608-8] (Brockelmann 1937-1949 : SI, p. 903) Résumé[27].
- Leyde. Bibliothèque universitaire de Leyde, nº 1285 [Cod. Ou. 346 Warn] (Première partie vol 1 de la traduction de Banqueri)[28]. Manuscrit de Leyde 346, f. 118 ve. fino al f. 123 T°. Carlo Crispo Moncada. Sul taglio della 'vite di 'Ibn 'al-'Awwâm. texte arabe original anoté et traduit. Stockholm et Christiana. Actes du huitième Congrès international des orientalistes, tenu en 1889.Fasc.1, Partie 2,Section 1[29].

- Londres. Bibliothèque du British Museum, nº 998. Copie du manuscrit de l'Escorial.
- Paris. Bibliothèque Nationale, nº 5754, folio 73 recto: le Kitab al-falaha, traité d'agriculture, par Aboul-Qāsim ibn Abbas al-Nahrawi. L'auteur du Kitāb al-Filāḥa a été identifié comme étant Yḥyā ibn Muḥammad Ibn al-ʿAwwām, al-Nahrawī étant l'auteur des f. 176v-186[30].

#### Traduction
- Bursa. Bibliothèque du Musée. Traduction turque datée de 1065 de l'Hégire (1655) Terceme i Kitāb al-falāha de Abū Zakarīya Yahyā. b. Mohammed b. Ahmad al - 'Avām . 273 f.. Cf. Sezgin 1986, III, p. 529.

### Imprimés
- Abu Zacaria Jahja Aben Mohamed ben Ahmed ebn el Awam texte arabe, traduction espagnole et annotations par Don Josef Antonio Banqueri. Libro de agricultura - Kitāb al-Filāḥa, Madrid. vol.I 698 p.[31] et II 756 p.[32] 1802. Réed. avec préface de E. García Sánchez et J.E. Hernández Bermejo. Ministère de l'agriculture. 2 vol. 1526 p. 1988.
- Ibn al-'Awwām (1802). 2 vol. Edité avec une traduction espagnole par J.A. Banqueri, Madrid. Disponible en ligne.
- De Claudio Boutelou (introduction D Estaban Boutelou). Libro de agricultura. Séville, Bibliothèque littéraire scientifique, Seville, imp. Salvador Acuña y Comp. Librairie D. Victoriano Suarez. 2 vol. 1878.
- traduit de l'arabe par : J.-J. Clément-Mullet.
  - Kitab al-Felaha — Le livre de l'agriculture d’Ibn-al-Awâm , Paris  A. Franck (Albert L. Herold succ.), 1864, Tome premier, (Porte principalement sur la culture des arbres méditerranéens. Principale source d'information sur de nombreux fruitiers dont les agrumes),
  - Kitab al-Felaha — Le livre de l'agriculture d’Ibn-al-Awâm, Paris, A. Franck (Albert L. Herold succ.), 1866, Tome 2 Première partie, (Plantes potagères, maraichage, aromatiques),
  - Kitab al-Felaha — Le livre de l'agriculture d’Ibn-al-Awâm, Paris, A. Franck (Albert L. Herold succ.), 1867, Tome 2, Seconde partie (Etable, Ecurie, Basse-cour).
  - Idb al'Awwâm (introduction Mohammed El-faiz). Le livre de l'agriculture traduit par J.J. Clément-Mullet. réed. Arles. Actes Sud et Paris. Sindbad. 1052 p. 2000[33].

Présentation par Gustave Dugat (1868):
- Philip Lord traducteur. Yaḥyā Ibn Muḥammad Ibn al-ʻAwwām. A Moorish calendar from the Book of Agriculture of Ibn al-Awam. Wantage, Black Swan Press, Peter Lord. 1979. (extraits traduits en anglais, cette langue est pauvre en textes traduits. 54 pp.).

## Anthologie
- E. Chevreul. Le livre d'Agriculture dans Le Journal des Savants. Paris Éditions Klincksieck, 1870[38].

« Sur 274 pages composant l'économie des animaux du Livre de l'Agriculture d'Ibn-al-Awam, 207 concernent le cheval. Les détails relatifs à son histoire sont donc, comme je l'ai fait remarquer, hors de proportion avec ce qui regarde celle des autres animaux; et cela témoigne du grand cas que les Arabes faisaient du cheval. En se rappelant que l'auteur habitait l'Andalousie, cette province de l'Espagne si connue par l'excellence de ses chevaux, on a un nouveau motif de s'expliquer la place que tient l'histoire de ce bel animal dans Le livre de l'Agriculture d'Ibn-al-Awam.
Les Arabes attribuent une grande importance à la couleur du poil du cheval; le premier de tous est le cheval gris clair, puis vient le bai brun, les chevaux bai et les noirs résistent le plus à la fatigue; le cheval alezan, qui se développe le mieux, diffère du bai en ce que sa crinière et sa queue sont rouges, tandis que celles du bai sont noires; les chevaux pie (noir et blanc) sont de nature faible. »